# Vòng loại Giải vô địch bóng đá thế giới 2026 – Khu vực châu Âu (Bảng D)
Vòng loại Giải vô địch bóng đá thế giới 2026 khu vực châu Âu – Bảng D là một trong 12 bảng đấu của UEFA tại vòng loại Giải vô địch bóng đá thế giới để xác định những đội tuyển giành quyền tham dự giải vô địch bóng đá thế giới 2026 tại Canada, Mexico và Hoa Kỳ. Bảng D bao gồm 4 đội tuyển: Pháp, Azerbaijan, Iceland và Ukraina. Các đội sẽ thi đấu với nhau trên sân nhà và sân khách theo thể thức vòng tròn tính điểm từ tháng 9 đến tháng 11 năm 2025.
Đội nhất bảng sẽ trực tiếp giành quyền tham dự World Cup 2026, còn đội nhì bảng sẽ tiến vào vòng 2 (vòng play-off).

## Bảng xếp hạng
| VT | Đội        | ST | T | H | B | BT | BB | HS | Đ | Giành quyền tham dự |         | Pháp    | Ukraina | Iceland | Azerbaijan |
| -- | ---------- | -- | - | - | - | -- | -- | -- | - | ------------------- | ------- | ------- | ------- | ------- | ---------- |
| 1  | Pháp (X)   | 0  | 0 | 0 | 0 | 0  | 0  | 0  | 0 | FIFA World Cup 2026 |         | —       | 13 th11 | 9 th9   | 10 th10    |
| 2  | Ukraina    | 0  | 0 | 0 | 0 | 0  | 0  | 0  | 0 | Vòng 2              |         | 5 th9   | —       | 16 th11 | 13 th10    |
| 3  | Iceland    | 0  | 0 | 0 | 0 | 0  | 0  | 0  | 0 |                     |         | 13 th10 | 10 th10 | —       | 5 th9      |
| 4  | Azerbaijan | 0  | 0 | 0 | 0 | 0  | 0  | 0  | 0 |                     | 16 th11 | 9 th9   | 13 th11 | —       |            |

## Các trận đấu
Lịch thi đấu được công bố bởi UEFA sau khi bốc thăm. Thời gian là CET/CEST, được liệt kê bởi UEFA (giờ địa phương, nếu có sự khác biệt, sẽ được hiển thị trong ngoặc đơn).
| Iceland | v                           | Azerbaijan |
| ------- | --------------------------- | ---------- |
|         | Report (FIFA) Report (UEFA) |            |

| Ukraina | v                           | Pháp |
| ------- | --------------------------- | ---- |
|         | Report (FIFA) Report (UEFA) |      |

| Azerbaijan | v                           | Ukraina |
| ---------- | --------------------------- | ------- |
|            | Report (FIFA) Report (UEFA) |         |

| Pháp | v                           | Iceland |
| ---- | --------------------------- | ------- |
|      | Report (FIFA) Report (UEFA) |         |

| Iceland | v                           | Ukraina |
| ------- | --------------------------- | ------- |
|         | Report (FIFA) Report (UEFA) |         |

| Pháp | v                           | Azerbaijan |
| ---- | --------------------------- | ---------- |
|      | Report (FIFA) Report (UEFA) |            |

| Iceland | v                           | Pháp |
| ------- | --------------------------- | ---- |
|         | Report (FIFA) Report (UEFA) |      |

| Ukraina | v                           | Azerbaijan |
| ------- | --------------------------- | ---------- |
|         | Report (FIFA) Report (UEFA) |            |

| Azerbaijan | v                           | Iceland |
| ---------- | --------------------------- | ------- |
|            | Report (FIFA) Report (UEFA) |         |

| Pháp | v                           | Ukraina |
| ---- | --------------------------- | ------- |
|      | Report (FIFA) Report (UEFA) |         |

| Azerbaijan | v                           | Pháp |
| ---------- | --------------------------- | ---- |
|            | Report (FIFA) Report (UEFA) |      |

| Ukraina | v                           | Iceland |
| ------- | --------------------------- | ------- |
|         | Report (FIFA) Report (UEFA) |         |

## Kỷ luật
Một cầu thủ sẽ bị treo giò ở trận đấu tiếp theo nếu phạm các lỗi sau đây:
- Nhận thẻ đỏ (Án phạt vì thẻ đỏ có thể được tăng lên nếu phạm lỗi nghiêm trọng)
- Nhận 2 thẻ vàng ở 2 trận đấu khác nhau (Án phạt vì thẻ vàng được áp dụng đến vòng play-offs, nhưng không áp dụng ở vòng chung kết hay những trận đấu quốc tế khác trong tương lai).